# Leptotarsus (Macromastix) tamborineiensis
Leptotarsus (Macromastix) tamborineiensis is een tweevleugelige uit de familie langpootmuggen (Tipulidae). De soort komt voor in het Australaziatisch gebied.